# Triolena dressleri
Triolena dressleri là một loài thực vật có hoa trong họ Mua. Loài này được Wurdack miêu tả khoa học đầu tiên năm 1975.